# Dom Sederholma
Dom Sederholma (fin. Sederholmin talo) – zabytkowa budowla w stolicy Finlandii, Helsinkach. Najstarszy budynek w ścisłym centrum Helsinek i najstarszy murowany dom mieszkalny w tym mieście.

## Położenie
Dom Sederholma znajduje się w dzielnicy Kruununhaka, pod adresem Aleksanterinkatu 18. Zajmuje eksponowany narożnik ulic Aleksanterinkatu i Katariinankatu, naprzeciw którego (po przekątnej) rozciąga się Plac Senacki. Sąsiednią, przylegającą parcelę zajmuje młodszy, XIX-wieczny dom Remandera.

## Historia
Murowany z kamienia dom zbudował w 1757 r. Samuel Berner, architekt i mistrz murarski pochodzący z Saksonii. Zleceniodawcą był Johan Sederholm (1722-1805), przedsiębiorca blisko związany ze szwedzką rodziną królewską, właściciel gruntów w dzisiejszych dzielnicach Herttoniemi i Kumpula, kilku tartaków, stoczni oraz manufaktury wytwarzającej żagle. W chwili oddania do użytku był to najbardziej reprezentacyjny budynek Helsinek. Jego parter zajmowały sklep i biura firmy Sederholma. Na piętrze znajdowało się mieszkanie właściciela, a na poddaszu składy towarów.
Spadkobiercy Senderholma sprzedali dom w 1822 r. W l. 1865-1870 kolejny właściciel, architekt i kupiec Konstantin Kiseleff, rozbudował dom. Przebudował pomieszczenia mieszkalne, a parter przeznaczył na sklepy. M. in. na piętrze, pod oknami, pojawiły się kamienne balustrady, a na froncie parteru troje drzwi.
Od 1949 r. budynek, uznawany za najstarszy dom w Helsinkach, znajduje się we władaniu miasta. Początkowo, do roku 1885, był siedzibą sądu miejskiego. Od 1995 r. mieści jeden z oddziałów Muzeum Miejskiego Helsinek.

## Architektura
Klasycystyczny, murowany, potynkowany, piętrowy budynek o symetrycznej, siedmioosiowej fasadzie. Trzy środkowe osie ujęte w formę trójosiowego ryzalitu, zwieńczonego trójkątnym frontonem. Nakryty jest dachem mansardowym z dwoma prostymi, maleńkimi lukarnami. Budynek jest zwrócony frontem do Aleksanterinkatu – głównej ulicy fińskiej stolicy, a jego czteroosiowa ściana szczytowa wychodzi na krzyżującą się z nią Katariinkatu.